# 멕시코의 음악
멕시코의 음악은 다양한 음악 장르, 공연 스타일을 특징으로 한다. 음악은 19세기를 기점으로 멕시코의 민족주의의 표현이 되었다.
라틴 음악을 형성하는 3개의 요소 중 멕시코에서는 흑인음악의 요소는 거의 볼 수 없으며, 에스파냐계와 인디오(원주민)계의 두 요소가 혼합되어 멕시코의 음악을 만들었다고 할 수 있다. 다만 근년 본래의 멕시코 음악 외에 쿠바의 음악(볼레로, 맘보, 차차차 등)이나 미국의 음악(재즈와 록계의 음악)이 계속 들어와서 많이 연주하게 하였다.   본래의 멕시코 음악 중 가장 토착적 요소가 강한 것은 손이다. 이것은 보통 지명을 뒤에 붙여 '손 하로쵸', '손 와스테코'라고 하는 각 지방 특유의 민속무용 음악이다. 손 와스테코의 곡 <라 말라게냐>는 멕시코 민요를 대표하는 명곡으로 널리 알려져 있다. 이것들이 지방색이 강한 전통적인 춤곡인 데 대하여, 제2차대전 후 칸숀 란첼라라고 하는 유행가요가 전국적으로 애호받게 되었다.   위에서 말했던 손과 칸숀 란첼라가 본래의 멕시코 음악의 주요한 것이지만, 쿠바에서 건너온 외래음악인 볼레로도 멕시코에서 크게 애호되고 있다. 따라서 볼레로는 멕시코 태생의 음악같이 오해되는 일이 많다.

## 같이 보기
- 분류:멕시코의 작곡가
- 플라멩코